# Rafe
Nell'alfabeto ebraico la rafe, o più comunemente farro, (in ebraico: רָפֵה pronuncia: [ʁafe]), è un segno diacritico (⟨ֿ⟩), una barra sopra sottile orizzontale posto sopra alcune lettere per indicare che devono essere pronunciate come fricative.
È nato con i Masoreti tiberiensi come parte del sistema esteso di niqqud (punti vocalici), e ha il significato opposto a dagesh qal, dimostrando che una delle lettere בגדכפת deve essere pronunciata come una fricativa e non come plosiva, o (a volte) che una consonante è singolo e non doppio; o, come l'opposto di un mappiq, per dimostrare che le lettere ה o א sono mute (mater lectionis).
Il rafe generalmente cadde in disuso per l'ebraico con l'avvento della stampa, anche se secondo Gesenius (1813) alla sua epoca poteva ancora essere trovato in alcune copie a stampa della Bibbia ebraica, dove l'assenza di un dagesh o mappiq era particolarmente evidente (es Esodo 20: 13,14,15; Deuteronomio 5:. 13,17,18,19; 2 Samuele 11: 1; Isaia 22:10; Geremia 20:17; Salmo 119: 99; Zaccaria 05:11)
In alcuni siddur (ad esempio quelli stampato da Artscroll) un simbolo diacritico identico, ma non collegato, alla rafe viene utilizzato per contrassegnare la "sheva mobile" (Shva Na).